# Klašnjica
Klašnjica is een plaats in de gemeente Udbina in de Kroatische provincie Lika-Senj. De plaats telt 3 inwoners (2001).